# Critérios de Shepard
O "Critérios de Shepard" consiste em uma metodologia desenvolvida por Thomas Shepard que consiste na realização de sete experimentos para provar que uma dada teratogenicidade, ou seja, é o estudo dos processos biológicos e causas do desenvolvimento anormal e defeitos de nascimento se aplica a um dado agente..
Recentemente tais critérios foram utilizados para estabelecer uma ligação do vírus zica com a microcefalia.. Mas tal critério é apenas uma ferramenta de pesquisa de uma dada doença. Sendo que mais estudos venham a corroborar com tal fato.